# The Nights
The Nights is een single van de Zweedse dj en muziekproducent Avicii van zijn tweede studioalbum Stories. Op 1 december 2014 kwam de single uit als muziekdownload en is uitgegeven door PRMD Music en Universal Island. De single piekte op de zesde plek in de Engelse hitlijsten en op de eerste plek in de Engelse dance hitlijsten.
Op 15 december 2014 kwam de officiële videoclip uit en is geregisseerd door Rory Kramer. Het nummer werd onder andere gebruikt in de voetbalgame FIFA 15.

## Hitnoteringen

### Nederlandse Top 40
| Hitnotering: 10-01-2015 t/m 28-02-2015 | Hitnotering: 10-01-2015 t/m 28-02-2015 | Hitnotering: 10-01-2015 t/m 28-02-2015 | Hitnotering: 10-01-2015 t/m 28-02-2015 | Hitnotering: 10-01-2015 t/m 28-02-2015 | Hitnotering: 10-01-2015 t/m 28-02-2015 | Hitnotering: 10-01-2015 t/m 28-02-2015 | Hitnotering: 10-01-2015 t/m 28-02-2015 | Hitnotering: 10-01-2015 t/m 28-02-2015 | Hitnotering: 10-01-2015 t/m 28-02-2015 |
| Week:                                  | 1                                      | 2                                      | 3                                      | 4                                      | 5                                      | 6                                      | 7                                      | 8                                      |                                        |
| -------------------------------------- | -------------------------------------- | -------------------------------------- | -------------------------------------- | -------------------------------------- | -------------------------------------- | -------------------------------------- | -------------------------------------- | -------------------------------------- | -------------------------------------- |
| Positie:                               | 26                                     | 19                                     | 19                                     | 20                                     | 21                                     | 29                                     | 36                                     | 40                                     | uit                                    |

### NederlandseSingle Top 100
| Hitnotering: 13-12-2014 t/m 25-07-2015 | Hitnotering: 13-12-2014 t/m 25-07-2015 | Hitnotering: 13-12-2014 t/m 25-07-2015 | Hitnotering: 13-12-2014 t/m 25-07-2015 | Hitnotering: 13-12-2014 t/m 25-07-2015 | Hitnotering: 13-12-2014 t/m 25-07-2015 | Hitnotering: 13-12-2014 t/m 25-07-2015 | Hitnotering: 13-12-2014 t/m 25-07-2015 | Hitnotering: 13-12-2014 t/m 25-07-2015 | Hitnotering: 13-12-2014 t/m 25-07-2015 | Hitnotering: 13-12-2014 t/m 25-07-2015 | Hitnotering: 13-12-2014 t/m 25-07-2015 | Hitnotering: 13-12-2014 t/m 25-07-2015 | Hitnotering: 13-12-2014 t/m 25-07-2015 | Hitnotering: 13-12-2014 t/m 25-07-2015 | Hitnotering: 13-12-2014 t/m 25-07-2015 | Hitnotering: 13-12-2014 t/m 25-07-2015 | Hitnotering: 13-12-2014 t/m 25-07-2015 | Hitnotering: 13-12-2014 t/m 25-07-2015 | Hitnotering: 13-12-2014 t/m 25-07-2015 | Hitnotering: 13-12-2014 t/m 25-07-2015 | Hitnotering: 13-12-2014 t/m 25-07-2015 | Hitnotering: 13-12-2014 t/m 25-07-2015 | Hitnotering: 13-12-2014 t/m 25-07-2015 | Hitnotering: 13-12-2014 t/m 25-07-2015 | Hitnotering: 13-12-2014 t/m 25-07-2015 | Hitnotering: 13-12-2014 t/m 25-07-2015 | Hitnotering: 13-12-2014 t/m 25-07-2015 | Hitnotering: 13-12-2014 t/m 25-07-2015 | Hitnotering: 13-12-2014 t/m 25-07-2015 | Hitnotering: 13-12-2014 t/m 25-07-2015 | Hitnotering: 13-12-2014 t/m 25-07-2015 | Hitnotering: 13-12-2014 t/m 25-07-2015 | Hitnotering: 13-12-2014 t/m 25-07-2015 | Hitnotering: 13-12-2014 t/m 25-07-2015 |
| Week:                                  | 1                                      | 2                                      |                                        | 3                                      | 4                                      | 5                                      | 6                                      | 7                                      | 8                                      | 9                                      | 10                                     | 11                                     | 12                                     | 13                                     | 14                                     | 15                                     | 16                                     | 17                                     | 18                                     | 19                                     | 20                                     | 21                                     | 22                                     | 23                                     | 24                                     | 25                                     | 26                                     | 27                                     | 28                                     | 29                                     | 30                                     | 31                                     | 32                                     |                                        |
| -------------------------------------- | -------------------------------------- | -------------------------------------- | -------------------------------------- | -------------------------------------- | -------------------------------------- | -------------------------------------- | -------------------------------------- | -------------------------------------- | -------------------------------------- | -------------------------------------- | -------------------------------------- | -------------------------------------- | -------------------------------------- | -------------------------------------- | -------------------------------------- | -------------------------------------- | -------------------------------------- | -------------------------------------- | -------------------------------------- | -------------------------------------- | -------------------------------------- | -------------------------------------- | -------------------------------------- | -------------------------------------- | -------------------------------------- | -------------------------------------- | -------------------------------------- | -------------------------------------- | -------------------------------------- | -------------------------------------- | -------------------------------------- | -------------------------------------- | -------------------------------------- | -------------------------------------- |
| Positie:                               | 67                                     | 71                                     | uit                                    | 53                                     | 26                                     | 21                                     | 20                                     | 24                                     | 20                                     | 24                                     | 20                                     | 20                                     | 20                                     | 21                                     | 20                                     | 22                                     | 28                                     | 27                                     | 36                                     | 38                                     | 38                                     | 41                                     | 49                                     | 47                                     | 50                                     | 54                                     | 61                                     | 68                                     | 72                                     | 75                                     | 84                                     | 83                                     | 100                                    | uit                                    |

### 3FM Mega Top 50
| Hitnotering: 03-01-2015 t/m 09-05-2015 | Hitnotering: 03-01-2015 t/m 09-05-2015 | Hitnotering: 03-01-2015 t/m 09-05-2015 | Hitnotering: 03-01-2015 t/m 09-05-2015 | Hitnotering: 03-01-2015 t/m 09-05-2015 | Hitnotering: 03-01-2015 t/m 09-05-2015 | Hitnotering: 03-01-2015 t/m 09-05-2015 | Hitnotering: 03-01-2015 t/m 09-05-2015 | Hitnotering: 03-01-2015 t/m 09-05-2015 | Hitnotering: 03-01-2015 t/m 09-05-2015 | Hitnotering: 03-01-2015 t/m 09-05-2015 | Hitnotering: 03-01-2015 t/m 09-05-2015 | Hitnotering: 03-01-2015 t/m 09-05-2015 | Hitnotering: 03-01-2015 t/m 09-05-2015 | Hitnotering: 03-01-2015 t/m 09-05-2015 | Hitnotering: 03-01-2015 t/m 09-05-2015 | Hitnotering: 03-01-2015 t/m 09-05-2015 | Hitnotering: 03-01-2015 t/m 09-05-2015 | Hitnotering: 03-01-2015 t/m 09-05-2015 | Hitnotering: 03-01-2015 t/m 09-05-2015 | Hitnotering: 03-01-2015 t/m 09-05-2015 |
| Week:                                  | 1                                      | 2                                      | 3                                      | 4                                      | 5                                      | 6                                      | 7                                      | 8                                      | 9                                      | 10                                     | 11                                     | 12                                     | 13                                     | 14                                     | 15                                     | 16                                     | 17                                     | 18                                     | 19                                     |                                        |
| -------------------------------------- | -------------------------------------- | -------------------------------------- | -------------------------------------- | -------------------------------------- | -------------------------------------- | -------------------------------------- | -------------------------------------- | -------------------------------------- | -------------------------------------- | -------------------------------------- | -------------------------------------- | -------------------------------------- | -------------------------------------- | -------------------------------------- | -------------------------------------- | -------------------------------------- | -------------------------------------- | -------------------------------------- | -------------------------------------- | -------------------------------------- |
| Positie:                               | 33                                     | 30                                     | 24                                     | 32                                     | 35                                     | 24                                     | 35                                     | 34                                     | 27                                     | 26                                     | 27                                     | 25                                     | 25                                     | 21                                     | 30                                     | 32                                     | 37                                     | 44                                     | 50                                     | uit                                    |